# EuroCRIS
EuroCRIS est une association européenne à but non lucratif chargé de faire connaître les travaux sur les systèmes d'information de recherche (Current research information system (en), CRIS). EuroCRIS maintient et développe le format européen Common European Research Information Format (CERIF).
Un système d'information de recherche, communément appelé « CRIS », est un outil d'information dédié à l'accès à la recherche et à la diffusion des informations, comme les acteurs (chercheurs), les projets, les organisations, les résultats (publications, brevets et produits), installations et équipements.

## Intérêt des CRIS
Il y a une prise de conscience croissante de la nécessité d'une gestion de qualité des systèmes d'information de recherche, pour plusieurs raisons :
- Pour les chercheurs : un CRIS facilite l'accès aux informations pertinentes et systèmes associés, y compris pour la mise à jour des données.
- Pour les gestionnaires et administrateurs de recherche : un CRIS facilite l'analyse et l'évaluation de l'activité de recherche et permet la comparaison avec d'autres organismes.
- Des conseils de recherche (agences de moyens) : un CRIS contribue à optimiser le processus de financement.
- Pour les entrepreneurs et les organismes de transfert de technologie : un CRIS facilite l'identification de nouvelles idées et technologies, de concurrents et projets antérieurs.
- Pour les médias et le public : un CRIS facilite l'accès à l'information et la présentation des résultats dans des contextes appropriés.

## Objectifs d'euroCRIS
EuroCRIS a été mis en place pour contribuer au développement des systèmes d'information de recherche (CRIS) à travers le monde, en mettant l'accent sur l'Europe. Parmi les questions abordées : bases de données (publications, institutions, projets, résultats, équipements, thèmes, etc.) ; normes, recommandations et meilleures pratiques ; outils et procédures d'accès et d'échange de données.
EuroCRIS est un forum unique pour toutes les personnes et organisations intéressées à entrer en dialogue et la résolution de toutes les questions liées au développement et à l'utilisation des CRIS. Ses objectifs :
- Promouvoir et améliorer la communication et l'interaction entre les CRIS existants.
- Maintenir et publier le format CERIF (Format européen commun pour l'information sur la recherche).
- Organiser des conférences, ateliers et autres événements sur les CRIS.
- Proposer une source d'expertise sur les CRIS aux membres et à d'autres en vertu d'accords et de partenariats.
- Élaborer des recommandations.
- Fédérer la communauté CRIS par des événements, un bulletin mensuel, un forum de discussion en ligne et d'autres moyens appropriés.
- Offrir un forum pour explorer et exploiter de nouveaux concepts et technologies (y compris normes, qualité de données etc.).
- Mettre en place un portail unique pour les ressources CRIS.

## Membres d'euroCRIS
L'adhésion est ouverte à tous les établissements ou individus qui sont intéressés par les CRIS, sans limites géographiques. L’association euroCRIS compte en août 2012 107 membres institutionnels, 41 membres à titre personnel et 17 membres affiliés, en tout 301 délégués de 42 pays, y compris des pays non européens (Canada, États-Unis…). Ses membres sont issus des universités et organismes de recherche, des milieux informatiques, des sociétés, gouvernements régionaux et nationaux et des éditeurs. EuroCRIS entretient des liens étroits avec d’autres organismes dans l’environnement de l’information scientifique et de la gestion de la recherche, comme European Research Consortium for Informatics and Mathematics (ERCIM), Fondation européenne de la science (ESF), ICSU/CODATA ou encore le JISC (en). Il s’intéresse en particulier aux évolutions dans les domaines du libre accès (OAI) et des publications non commerciales (littérature grise).

## Organisation
Structure, identité et procédures sont définis par des statuts officiels. EuroCRIS fonctionne surtout par groupes de travail, pour le développement du format CERIF, sur les dépôts institutionnels (IR-CERIF), sur les meilleures pratiques, sur les projets et pour la mise en place d'un répertoire des systèmes d'information de recherche (DRIS).